# Movimiento Republicano (Venezuela)
El Movimiento Republicano (MR) es un partido político venezolano, fundado en 1997. Formó parte de la coalición opositora Unidad Nacional hasta julio de 2015 donde la organización abandonó la referida coalición por orden de Mendoza Lira quien se desempeñaba como presidente del partido, argumentando el descontento de los integrantes de la organización con la MUD. Su consigna principal es "bienestar en libertad" y según ellos se precian de ir por la calle del medio en pugna con el pasado y el presente.

## Historia
En las elecciones parlamentarias de 2005 realizadas en Venezuela, el partido decidió participar a diferencia de muchos partidos de oposición que decidieron abstenerse de la contienda electoral, lo que le permitió obtener la más alta votación entre los partidos políticos que adversan al gobierno de Hugo Chávez. Esto le permitió escoger de primero el sitio de su tarjeta para la elección presidencial 2006, postulando a Manuel Rosales como candidato presidencial. Ocupó el séptimo lugar entre los partidos de oposición y el décimo cuarto entre los primeros veinte partidos venezolanos, con un 0,64% del total de votos a nivel nacional. En noviembre de 2007 se presenta como uno de los partidos para promover la opción del No para rechazar el Proyecto de Reforma Constitucional. El día 5 de noviembre, introdujo al Consejo Nacional Electoral de Venezuela una solicitud para activar una Asamblea Nacional Constituyente pues considera que la Reforma Constitucional presentada en dos bloques, uno por el Ejecutivo y otro por la Asamblea Nacional, superan la estructura jurídica de la Constitución Nacional de 1999 y contradicen convenios internacionales suscritos por Venezuela como de obligatorio cumplimiento.
En las elecciones parlamentarias realizadas en septiembre de 2010, el partido Movimiento Republicano obtuvo 62.152 votos, lo que representó el 0.55% de los votos válidos y lo convirtió, para ese momento, en el décimo sexto partido político venezolano más votado y, a la vez, en el duodécimo partido de la coalición opositora MUD, al acaparar el 1.26% de los votos de la misma.
En julio del 2020, el partido es intervenido por decisión del Tribunal Supremo de Justicia y se constituyó un junta ad-hoc, presidida por Manuel Rivas, para llevar adelante un proceso de reestructuración y renovación de sus autoridades y suspendió a Julio Albarran del cargo de Secretario General.
El 27 de mayo del 2021, el partido fue habilitado por el Consejo Nacional Electoral para participar en las elecciones regionales de este año. Para estas elecciones, aunque el partido forma parte de la coalición Alianza Democrática, postuló candidatos de forma individual en algunos estados del país.

## Resultados
| Año  | Votos | % | Gobernadores | +/- | Alcaldías | +/- |
| ---- | ----- | - | ------------ | --- | --------- | --- |
| 2021 |       |   | 0/23         | 0   | 0/335     | 0   |